# 청춘극장 (1981년 드라마)

《청춘극장》은 1981년 1월 1일에 방영된 KBS TV 문학관이다. 1981년 신년특집으로 무려 2시간 50분 분량으로 제작한 관계로, TV 문학관(1기) 중 유이하게 1부와 2부로 나눠서 연속 방영되었다. 다른 나머지 하나는 1981년 9월 12일 추석특집으로 방영된 외돌괴 할망이다.

## 줄거리
평양에서 고등보통학교를 졸업한 백영민(이영하)은 법관이 되려는 꿈을 실현하기 위해 도쿄 유학을 계획하지만, 그의 부친(이순재)은 친구인 독립운동가의 외동딸 운옥(한혜숙)과 영민을 결혼시키려고 한다. 영민은 내심 주저하다가 결국 도쿄로 떠나고 실망한 운옥은 이후 농촌계몽운동에 투신하게 되는데...

## 출연
- 한혜숙
- 이영하
- 원미경
- 서인석
- 임동진
- 정한용
- 이미숙
- 문창길
- 안병경
- 이순재
- 최명수
- 안영주
- 김난영
- 김인태
- 이종만
- 전원주
- 강민호
- 이주실
- 김영철
- 김영순
- 이문희
- 김희진
- 홍유진
- 양영준
- 박영목
- 김시원
- 김윤형
- 최창호
- 서영진
- 송종원
- 김기진
- 고희준
- 이계영
- 조윤숙
- 안정훈
- 최현정